# فیلیپ اتینگر
فیلیپ اتینگر (به انگلیسی: Philip Ettinger) (زاده ۸ سپتامبر ۱۹۸۵) بازیگر آمریکایی است.
از کارهای معروف او می‌توان به بازی در فیلم برادر کوچک اشاره کرد.

## فیلم‌شناسی
فهرست برخی از فیلم‌هایی که فیلیپ اتینگر در آن‌ها به ایفای نقش پرداخته‌است:
- دوازده (۲۰۱۰)
- انطباق (۲۰۱۲)
- بیهوشی (۲۰۱۵)
- خشم (۲۰۱۶)
- دزدان دریایی سومالی (۲۰۱۷)
- نخستین اصلاح‌شده (۲۰۱۷)
- درگیری در سلول ۹۹ (۲۰۱۷)
- مجرم‌های نوامبر (۲۰۱۷)
- وینا و فانتوم‌ها (۲۰۲۰)
- ساعت غروب (۲۰۲۰)
- برادر کوچک (۲۰۲۳)
- گربه وحشی (۲۰۲۳)